# Такоев, Дзандар Авсимайхович
Дзанда́р Авсимайхо́евич Тако́ев (28 февраля 1916, с. Христиановское, Терская область, Российская Империя — 2001) — советский инженер-нефтяник, заместитель Министра нефтяной промышленности СССР в 1970—1984гг. Лауреат Ленинской премии (1966).

## Образование
Окончил Азербайджанский  индустриальный институт (сейчас Азербайджанский нефтяной институт) по специальности «горный инженер по нефтепромысловому делу» (1941).

## Трудовая биография
«Трудовой путь Д. А. Такоева — пример честного и добросовестного служения Родине, народу. Как специалист-нефтяник он формировался в трудные годы Великой Отечественной войны и послевоенное время на нефтяных промыслах Башкирии и Куйбышевской (Самарской) области» (С.209).
С 1941 г. работал в разных должностях на предприятиях и в организациях, связанных с нефтяной промышленностью:
- рабочий, мастер по добыче нефти на промысле треста «Ишимбайнефть». Когда он приехал в Ишимбай после института работал на Кузьминовском промысле, где разрабатывалась открытое в 1939 году Кузьминовское нефтяное месторождение[2]
- руководитель промысла в тресте «Туймазанефть»;
- 1947 (1948 — другие данные[1]) — 1955 главный инженер, с 1950 управляющий трестом «Ставропольнефть» объединения «Куйбышевнефть»;
- 1955—1957 начальник управления «Первомайнефть»;
- 1958—1960 зав. промышленно-транспортным отделом Куйбышевского обкома КПСС;
- 1960—1964 нач. управления нефтяной и газовой промышленности Куйбышевского совнархоза;
- 1964—1970 начальник объединения «Куйбышевнефть»
- 1970—1984 заместитель министра нефтяной промышленности СССР по внешнеэкономическим вопросам и научно-практическому сотрудничеству со странами мира.

Последние годы работал во Всесоюзном нефтегазовом научно-исследовательском институте (ВНИИнефти).
Дважды избирался депутатом Верховного Совета РСФСР.
Автор 7 изобретений, 20 рационализаторских предложений, внедренных в нефтяное производство.

## Награды
- Ленинская премия (1966) — за научное обоснование и практическое внедрение блоковых систем разработки нефтяных месторождений Куйбышевской области.
- Орден Ленина
- Орден Ленина
- Орден Трудового Красного Знамени
- Орден Трудового Красного Знамени
- Орден Дружбы народов

## Семья
- Сыновья — Владимир[4], Валерий
- Внук — Эльдар
- Племянник — Сергей Такоев, председатель правительства Республики Северная Осетия-Алания в 2012—2015 гг.
- Правнук — Артур